# Waffenfarbe
Waffenfarbe (z niem. „barwa broni”) – system kolorystycznego oznaczania rodzaju wojsk, służb lub specjalizacji żołnierzy w siłach zbrojnych Niemiec, stosowany od początku XX wieku. Choć termin „barwy broni” obowiązuje w siłach zbrojnych większości państw na świecie, tak Waffenfarbe odnosi się ściśle do Niemiec (i Austrii), obowiązujący w ichniejszych formacjach Reichswehry (1919-1935 rok), Wehrmachtu (1935-1945) i Bundeswhery (od 1955), a więc w piechocie (Reichsheer 1919-1935, Heer od 1935), w Marynarce Wojennej (Reichsmarine 1919-1935, Kriegsmarine 1935-1945, Volksmarine 1956-1990, Bundesmarine od 1955) i siłach powietrznych (Luftwaffe od 1935).
Waffenfarbe ma postać charakterystycznych kolorów umieszczanych na różnych częściach munduru, m.in.:
- patkach kołnierzowych (Kragenspiegel),

- naramiennikach,

- lampasach spodni,

- wypustkach (Paspeln),

- otokach czapek (np. Feldmutze, Schirmmütze).

## Waffenfarbe używane przez Deutsches Heer (1871–1919)
Armia Cesarstwa Niemieckiego (Deutsches Heer) nie stosowała Waffenfarbe w celu odróżnienia swoich wojsk (termin ten jeszcze nie istniał), wyjątek stanowiła kawaleria.
| Korpusy i regimenty |  | Barwy     |
| --- |  | --------- |
| I, II, IX, X, XII, i I Bawarski 1. i 5. Gwardii Piechoty; 1. i 5. Grenadierów Gwardii; 109.,110.,116. pułk piechoty                                            |  | Biały     |
| III, IV, XI, XIII, XV, XIX, II Bawarski 22. Gwardii Piechoty; 2. Grenadierów Gwardii; 11. batalion 89 Grenadierów; 111.,115.,168.,169.,171.,172. pułk piechoty |  | Czerwony  |
| V, VI, XVI, XVII, III korpus Bawarski 33. Gwardii Piechoty; 3. Grenadierów Gwardii; Gwardii Fizylierów; 112.,118.,142. pułk piechoty                           |  | Żółty     |
| VII, VIII, XVIII, XX korpusy 44. Gwardii Piechoty; 4. Grenadierów Gwardii; 40.,113.,145.,170. pułk piechoty                                                    |  | Niebieski |
| XXI korpus 114 pułk piechoty |  | Zielony   |

Rozróżnienie rodzaju służby dokonywane było za pomocą kolorów na mundurach, w szczególności poprzez wypustki na kołnierzach i mankietach. Stosowano jedynie kilka barw: czerwony (standardowy) dla piechoty, czarny dla wojsk inżynieryjnych i technicznych oraz zielony dla jednostek Jäger (strzelców). Dodatkowe oznaczenia umieszczano na opasce czapki polowej (Feldmütze).
W 1915 roku wprowadzono nowe przepisy, które uprościły wcześniejsze wzory mundurów oraz wprowadziły wczesną formę Waffenfarbe dla różnych rodzajów służby. Mimo to, niektóre tradycyjne oznaczenia charakterystyczne dla regimentów zostały zachowane.
| Rodzaje sił zbrojnych lub Pułków            | Barwy           |
| ------------------------------------------- | --------------- |
| Piechota                                    | Biały           |
| Jäger (strzelcy/lekka piechota)             | Zielony         |
| Oficerowie Artyleria polowa Ułani           | Czerwony        |
| Artyleria ciężka                            | Złoty           |
| Dragoni                                     | Chabrowy błękit |
| Saperzy (Inżynierzy wojskowi)               | Black           |
| Jednostki wsparcia                          | Niebieski       |
| Łączność Siły powietrzne Jednostki kolejowe | Szary           |

## Waffenfarbeużywane przezReichswehrę(1919–1935)
Po utworzeniu Reichswehry w 1919 roku, w wyniku ograniczeń narzuconych Traktatem Wersalskim, Niemcy przeszły do bardziej zunifikowanego systemu umundurowania. W 1921 roku wprowadzono po raz pierwszy oficjalnie określenie Waffenfarbe, które miało służyć do szybkiej identyfikacji formacji żołnierza bez potrzeby odwoływania się do pełnych insygniów jednostki.

### Wojska Lądowe[6]
| Typ pułku lub batalionu                          | Barwy            |
| ------------------------------------------------ | ---------------- |
| Oficerowie Artyleria Służby Uzbrojenia           | Szkarłatny       |
| Korpus Sztabowy Reichswehry Służby Weterynaryjne | Karmazynowy      |
| Piechota                                         | Biały            |
| Jednostki Zmotoryzowane                          | Różowy           |
| Łączność                                         | Jasny brąz       |
| Kawaleria                                        | Złoty            |
| Jäger (strzelcy/lekka piechota)                  | Zielony          |
| Transport Konny                                  | Jasny niebieski  |
| Służba Medyczna                                  | Ciemny niebieski |
| Saperzy (inżynierzy wojskowi)                    | Czarny           |

### Reichsmarine
W odróżnieniu od Reichsheer (wojsk lądowych), Reichsmarine stosowała mniej zróżnicowany system barw ponieważ marynarze nosili w większości jednolite granatowe lub białe mundury, a barwy służbowe były wykorzystywane głównie w stopniach podoficerskich i oficerskich – w postaci kolorowych obszyć, sznurów i literek specjalizacji na pagonach lub rękawach.

## Waffenfarbew Wehrmachcie (1935–1945)

### Heer[9]
Barwy Reichswehry były identyczne z tymi stosowanymi w Wehrmachcie.
| Jednostki, funkcje | Barwy                        | Barwy |  |
| --- | ---------------------------- | ----- |  |
| - Oficerowie/Generalicja - Korpus artyleryjny - Broń szturmowa (Sturmgeschütze) - Ciężkie przeciwlotnicze                                                                    | Czerwony (Hochrot)           |       |  |
| - Oficerowie/Generalicja - Korpus artyleryjny - Broń szturmowa (Sturmgeschütze) - Ciężkie przeciwlotnicze                                                                    | Czerwony (Hochrot)           |       |  |
| - Kriegsministerium (późniejsze OKW) - Oficerowie korpusu sztabu generalnego - Służby weterynaryjne                                                                          | Karmazynowy (Karmesinrot)    |       |  |
| Kapelani | Fioletowy                    |       |  |
| - Jednostki chemiczne - Jednostki rakietowe - Sądownictwo | Bordowy (Bordo, bordeauxrot) |       |  |
| - Piechota - Piechota zmotoryzowana - Lokalne jednostki obronne (Landesschützen) - Lekka obrona przeciwlotnicza                                                              | Biały                        |       |  |
| - Wojska Pancerne (Panzertruppe) - Korpus zmotoryzowany (od 1942) | Różowy                       |       |  |
| Łączność | Żółty                        |       |  |
| Łączność | Jasny brąz (do 1937)         |       |  |
| - Kawaleria - Odziały zmotoryzowanego zwiadu z tradycjami kawalerii - Zwiad                                                                                                  | Złoty                        |       |  |
| - Żandarmeria polowa - Rekrutacja i uzupełnienia (Wehrersatzwesen) | Pomarańczowy                 |       |  |
| Piechota motocyklowa (Kradschützentruppe) | Miedziany brąz               |       |  |
| Grenadierzy pancerni | Zielony                      |       |  |
| - Jäger (strzelcy/lekka piechota) - Gebirgsjäger (strzelcy górscy) - Skijäger (strzelcy spadochronowi)                                                                       | Jasna zieleń (Hellgrün)      |       |  |
| - Jednostki transportowe do 1942 (Fahrtruppen) - Jednostki zaopatrzeniowe (od 1942) (Nachschubtruppen)                                                                       | Niebieski                    |       |  |
| Służby sanitarne/medyczne (Sanitätstruppe) | Ciemny niebieski             |       |  |
| - Korespondenci wojenni - Propagandyści | Jasny szary                  |       |  |
| Wojska Budowlane (Bautruppen) | Jasny brąz do 1943           |       |  |
| - Saperzy (Pioniere) - Inżynierowie szturmowi - Inżynierowie pancerni - Inżynierowie fortyfikacji - Inżynierowie kolejowi - Inżynierowie budownictwa (od 1943) (Baupioniere) | Black                        |       |  |
| Główny kolor umundurowania | Feldgrau                     |       |  |

### Luftwaffe[10]
| Troops, unit, appointment | Corps colour                 | Corps colour       | Example | Example | Example | Remark                                                         |
| --- | ---------------------------- | ------------------ | ------- | ------- | ------- | -------------------------------------------------------------- |
| - Generalfeldmarschall (feldmarszałek) - Wszystkie stopnie generalskie od Generała brygady (Generalmajor) do Generała pułkownika (Generaloberst) | Biały (Weiß)                 |                    |         |         |         | Generaloberst                                                  |
| - Generalfeldmarschall (feldmarszałek) - Wszystkie stopnie generalskie od Generała brygady (Generalmajor) do Generała pułkownika (Generaloberst) | Biały (Weiß)                 | Lampasy (bryczesy) |         |         |         |                                                                |
| - Dywizja „Hermann Göring” - Artylerzyści i obrona przeciwlotnicza                                                                               | White (naszywki)             |                    |         |         |         | Unterwachtmeister (dosł. Podwachmistrz)                        |
| - Dywizja „Hermann Göring” - Artylerzyści i obrona przeciwlotnicza                                                                               | Głęboka czerwień             |                    |         |         |         | Unterwachtmeister (dosł. Podwachmistrz)                        |
| - Obrona przeciwlotnicza - Artyleria powietrzna                                                                                                  | Głęboka czerwień (Tiefrot)   |                    |         |         |         | - Feldwebel (sierżant) - Chorągiew batalionu przeciwlotniczego |
| Oficerowie w Służbie Sztabu Generalnego (Generalstabsoffiziere)                                                                                  | Karmazynowy (Karmesin)       |                    |         |         |         | Pułkownik (w Służbie Sztabu Generalnego)                       |
| Oficerowie w Służbie Sztabu Generalnego (Generalstabsoffiziere)                                                                                  | Złoty (Goldgelb)             |                    | Lampasy | Lampasy | Lampasy | Lampasy                                                        |
| Sadownictwo wojskowe (Militärgerichtsbarkeit) | Fioletowy (Purpur)           |                    |         |         |         | Stabsrichter (kapitan)                                         |
| Kapelani | Fioletowy                    |                    |         |         |         |                                                                |
| Inżynierowie lotnictwa (Fliegeringenieurdienst)                                                                                                  | Różowy                       |                    |         |         |         |                                                                |
| - Piloci i personel naziemny - Fallschirmjäger (jednostki powietrznodesantowe)                                                                   | Żółty                        |                    |         |         |         | - Oberfeldwebel (sierżant sztabowy) - Proporzec lotników       |
| - Jednostki radarowe - Kontrola lotów | Jasna zieleń (Hellgrün)      |                    |         |         |         | Hauptgefreiter (starszy kapral)                                |
| Polowe Dywizje Luftawaffe (zmienione na białą barwę pod kontrolą piechoty w 1944)                                                                | Butelkowa zieleń (Jägergrün) |                    |         |         |         | Sztandar jednostek                                             |
| Używany uniwersalnie przez administracje wojskową Luftwaffe (Militärverwaltung)                                                                  | Ciemna zieleń                |                    |         |         |         |                                                                |
| - Jednostki transportowe(Transporteinheiten) - Rezerwy powietrzne (Luftwaffenreserve)                                                            | Jasny niebieski (Hellblau)   |                    |         |         |         |                                                                |
| Air force medical corps (Sanitätstruppe) | Blue (Blau)                  |                    |         |         |         | Stabsgefreiter (starszy kapral/szeregowy)                      |
| Jednostki komunikacji powietrznej(Luftnachrichtentruppe)                                                                                         | Brązowy (Braun)              |                    |         |         |         | - Major                                                        |
| - Korpus Inżynierów – budownictwo (Baupioniere) - Korpus Inżynierów – Lotnictwo (Luftwaffen-Pioniere)                                            | Czarny (Schwarz)             |                    | N/A     |         |         | Stabsfeldwebel (starszy podoficer)                             |

## Waffenfarbe w Bundeswehrze (od 1955)
W Bundeswehrze Waffenfarbe tak jak poprzednio, pełni funkcję rozpoznawczą i organizacyjną. Żołnierze noszą odpowiednie kolory na naramiennikach mundurów służbowych (tzw. Heeressanzug), co pozwala łatwo zidentyfikować ich specjalność wojskową lub przydział. System ten jest stosowany głównie w Wojskach Lądowych (Heer) oraz w ograniczonym zakresie w innych komponentach Bundeswehry.
Kolorowe berety Żołnierzy są nieco mniej zróżnicowane niż barwy broni. Przynależność do korpusu lub funkcji danego żołnierza wykazywana jest przez odznakę na berecie

Jednostki chemiczne
Artyleria
Policja wojskowa (odpowiednik żandarmerii polowej)
Łączność
Zwiadowcy
Lotnictwo wojsk lądowych (Heeresfliegertruppe)
Logistyka
Piechota
Orkiestra wojskowa
Siły pancerne
Inżynierowie/saperzy
Jednostki medyczne

### Luftwaffe

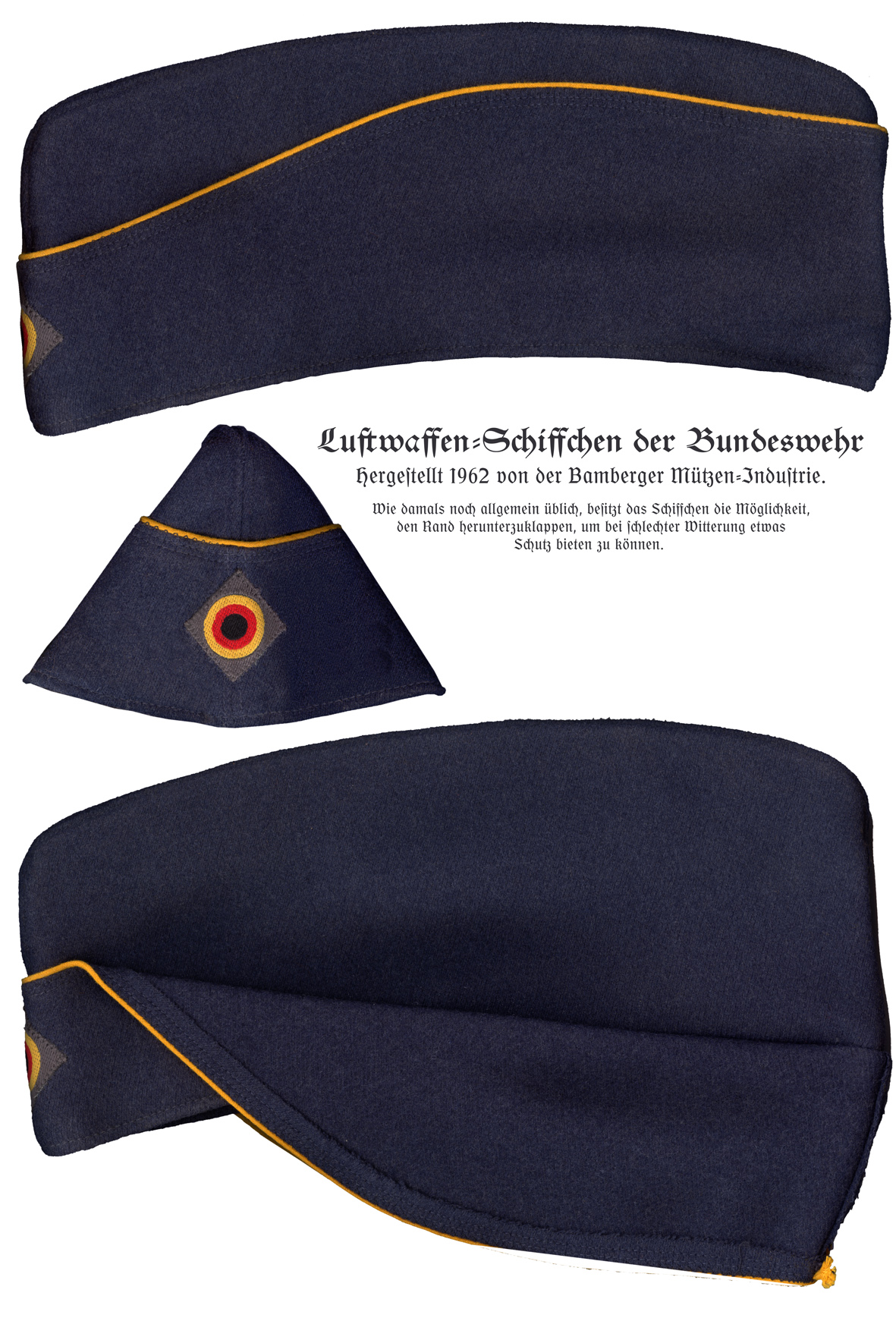
Furażerka Luftwaffe (Schiffchen) ze złocistożółtą lamówką.(Bundeswehra)

Niemiecka Luftwaffe (siły powietrzne) używa ograniczonego spektrum kolorów. Choć standardowym kolorem Luftwaffe jest złocistożółty, oficerowie „w służbie Sztabu Generalnego” (im Generalstabsdienst) noszą kolor bordowy, a generałowie – jaskrawoczerwony.

### Bundesmarine
Niemiecka Marynarka Wojenna (Bundesmarine) używa różnych emblematów nad paskami stopni na rękawach, aby rozróżnić poszczególne korpusy, zamiast stosowania kolorów funkcyjnych.